# NGC 1050
NGC 1050 (również PGC 10257 lub UGC 2178) – galaktyka spiralna z poprzeczką (SBa), znajdująca się w gwiazdozbiorze Perseusza. Odkrył ją Heinrich Louis d’Arrest 17 września 1865 roku. Należy do galaktyk Seyferta typu 2.